# Нестеренко Юлія Вікторівна
Юлія Вікторівна Нестеренко (15 червня 1979) — білоруська легкоатлетка, олімпійська чемпіонка.

## Нагороди та звання
- Олімпійська чемпіонка (2004)
- Бронзова призерка чемпіонату світу (2004)
- Бронзова призерка чемпіонату Європи (2006)
- Заслужений майстер спорту Республіки Білорусь (2005)
- Почесна громадянка міста Брест (2004)